# 董超 (东汉)
董超（2世纪—219年），《庞德传集解》记作统超，东汉末期武将，龐德属下部隊長。

## 生平
建安二十四年（219年），劉備大将关羽和曹操大将曹仁交战，曹操派遣他随于禁、龐德救援曹仁。关羽水淹七军，曹军形勢不利，董超与将军董衡想要归降关羽，庞德得知而将董超、董衡殺害。